# Polární výzkumná stanice mys Baranov
Polární výzkumná stanice mys Baranov (rusky полярная станция «Мыс Баранова») se nachází na severu ostrova Bolševik v souostroví Severní země. Jedná se o největší výzkumnou stanici v ruské Arktidě. 

## Poloha
Souostroví Severní země je jednou z nejméně prozkoumaných oblastí Severního ledového oceánu. Výzkumná stanice se nachází na západní straně mysu Baranov, 30 metrů nad průlivem Šokalského, který jej odděluje od ostrova Říjnové revoluce. Průliv je zde asi 40 kilometrů široký a dosahuje hloubky až 350 metrů. Oblast kolem stanice má charakter polární pouště s četnými jezery. Tato oblast je charakterizována širokou škálu přirozeně vytvořeného ledu: plovoucí ledovce a ledová tříšť, zamrzlá jezera a řeky, jakož i ledovce o tloušťce až 800 metrů.
Nejbližší letiště je v 800 kilometrů vzdáleném městě Chatanga. Z Chatangy na polární stanici létají helikoptéry. Pitná voda pro stanici je odebírána z jezera Tverdoje, které se nachází pět kilometrů od polární stanice.

## Historie
Výzkumná stanice na mysu Baranov byla založena v roce 1986 Arktickým a antarktickým výzkumným ústavem za účelem provádění a podpory výzkumných programů ve vysoké Arktidě. V té době pracovalo na stanici až 100 vědců současně, pětkrát více než v roce 2019. Po rozpadu Sovětského svazu bylo financování vlády v roce 1991 přerušeno. Budovy stanice byly dalších pět využívány turisticky. Dočasně zde žilo asi 200 návštěvníků. Poté byla stanice ponechána 17 let přírodě. Když začal praskat led pod ruskou driftující výzkumnou stanicí „Severní pól-40“, výzkumníky a materiál přivezl jaderný ledoborec Jamal do bývalé výzkumné stanice mys Baranov v červnu 2013. V srpnu 2013 byla stanice znovu zprovozněna. Většinu starých budov bylo možné znovu použít a byly postaveny také nové budovy. Stanice je dnes (2019)  největší v ruské Arktidě a je opět celoročně v provozu.

## Podnebí
Klimatické podmínky v blízkosti stanice podléhají silným sezónním výkyvům. Polární noc trvá od 22. října do 22. února a polární den je od 22. dubna do 22. srpna. Na výzkumné stanici je arktické klima s permafrostem. Pouze v létě roztaje na povrchu do hloubky 30 až 40 centimetrů silná vrstva půdy. Teplota vzduchu je v létě 0 až 4 °C, v zimě mezi −25 až −45  °C. Průměrná roční teplota je −16 °C. Na stanici vanou silné větry v převážně jižním směru a mají průměrnou rychlost 10 až 15 metrů za vteřinu. V přechodném obdobích se může objevit rychlost větru až 50 metrů za vteřinu.

## Výzkum
Hlavní oblasti výzkumu jsou:
- Rutinní a celoroční meteorologická, oceánografická, hydrologická, geofyzikální, glaciologická a biologická pozorování.
- Provádění komplexního sledování stavu a znečištění životního prostředí.
- Zkoumání výměny plynu mezi atmosférou a Severním ledovým oceánem a mezi atmosférou a zemí.
- Provádění experimentů ke studiu procesů změny klimatu a globálního oteplování ve vysokých zeměpisných šířkách Arktidy a posouzení jejich dopadu na životní prostředí a arktický ekosystém v Rusku.

Stanice se navíc používá na podporu logistiky polárního výzkumu ve vysoké Arktidě, včetně zajištění driftujících ruských expedic i expedice MOSAiC. 
Výzkumná stanice je zapojena do německo-ruského výzkumného projektu „CATS - Arktický transpolární systém v transformaci“, který koordinuje Helmholtz-Zentrum für Ozeanforschung Kiel (GEOMAR).